# Fermín Gordejuela
Fermín Gordejuela Roncal (Pamplona, 26 agosto 1933 – 18 ottobre 2006) è stato un calciatore spagnolo, di ruolo difensore.

## Palmarès

### Club

#### Competizioni nazionali
- Segunda División spagnola: 2

Osasuna: 1952-1953 (Gruppo I)